# Donato Briscese
Donato Briscese (Venosa, 7 aprile 1918 – Nikolaevka, 20 febbraio 1942) è stato un militare italiano, decorato con la medaglia d'oro al valor militare alla memoria durante la seconda guerra mondiale.

## Biografia
Nacque a Venosa, in provincia di Potenza, il 7 aprile 1918, figlio di Vincenzo e di Anna Lasalvia. Nel suo paese natale frequentò le scuole fino alla quarta elementare, andando poi a lavorare come spaccapietre.  Chiamato a prestare servizio militare venne arruolato nel Regio Esercito il 18 agosto 1938 ma subito posto in congedo illimitato, per essere poi richiamato in servizio il 30 marzo 1939, e assegnato come soldato semplice al I Battaglione del 2º Reggimento genio pontieri di stanza a Piacenza il 2 settembre 1939.
Il 1 aprile 1940 fu promosso soldato scelto e si trovava in servizio presso il I Battaglione pontieri dell'Armata Po quando il 10 giugno successivo l'Italia entrò in guerra con la Francia e la Gran Bretagna. Schierato sul fronte occidentale, dopo la firma dell'armistizio di villa Incisa il suo reparto rientrò a Piacenza l'11 luglio 1940. Quando stava per essere congedato fu trattenuto in servizio, e il 16 ottobre successivo fu promosso caporale.
Nel luglio 1941 il I Battaglione genio pontieri partì per il fronte russo  al comando del tenente colonnello Evasio Biandrate, del 2º Reggimento genio pontieri, assegnato al CSIR.
Durante l'avanzata del corpo di spedizione, tra il 3 e il 4 settembre prese parte ad un'azione di ripristino di un ponte in ferro sul fiume Dnjepr interrotto dalla truppe russe in ritirata. Al termine dell'operazione i due battaglioni si diressero, al seguito del CSIR, verso il bacino del Donetz.
Nel febbraio del 1942 il I e il IX Battaglione pontieri furono inviati nella zona Demurino-Majewaja, ma appena giunti in zona di operazioni un violento attacco aereo, che causò gravi perdite, ne compromise l'operatività. Il I Battaglione, insieme al IX, fu poi impiegato con compiti di fanteria nel settore di Izjum, sul lato sinistro dello schieramento del CSIR, investito da un poderoso attacco sovietico.
Impiegati nella battaglia al fianco delle truppe tedesche che operavano nella zona di Sslawianka, per la riconquista dell’alta valle del Ssmara,  in seguito il I battaglione pontieri dovette ritirarsi verso l'abitato di Nikolaevka, per poi ripiegare su Gejdin in seguito alla pressione delle truppe sovietiche. Cadde in combattimento il 20 febbraio 1942 nei pressi di Nikolaevka, cercando, seppur più volte ferito, di arrestare un attacco nemico. Per questo fatto fu insignito della Medaglia d'oro al valor militare alla memoria.
Seppellito inizialmente presso il cimitero militare italiano di Petrowka, le sue spoglie mortali furono poi traslate in Italia nel 1954 per trovare definitiva collocazione presso il cimitero di Venosa.
Il suo paese natale lo ha ricordato con una lapide affissa nella Piazza principale “Quinto Orazio Flacco” ed intitolandogli una via.
A Legnago, provincia di Verona, gli è stata intitolata la Caserma dell'8º Reggimento genio guastatori paracadutisti "Folgore", mentre a Bari è a lui intitolata la Caserma del 10º Reggimento trasporti della Brigata meccanizzata "Pinerolo".
Presso il Sacrario dell'Istituto Storico e di Cultura dell'Arma del Genio, sul Lungotevere della Vittoria in Roma, è ricordato con un Busto in bronzo, e anche una via di Fiumicino porta il suo nome.

### Annotazioni
1. ↑  Tale reggimento faceva parte dell'Armata del Po.
2. ↑  All'interno di essa una Lapide riporta la motivazione della Medaglia d’oro al valor militare.

### Fonti
1. ↑  Gruppo Medaglie d’Oro al Valore Militare 1965, p. 11.
2. 1 2 3  Moreni 2011, p. 78.
3. 1 2  Moreni 2011, p. 79.
4. 1 2  Moreni 2011, p. 80.
5. ↑  Moreni 2011, p. 81.
6. ↑  Quirinale - scheda - visto 23 marzo 2023